# Чучери
Чуче́ри (рос. Чучеры) — присілок у складі Великоустюзького району Вологодської області, Росія. Входить до складу Зарічного сільського поселення.

## Населення
Населення — 32 особи (2010; 56 у 2002).
Національний склад (станом на 2002 рік):
- росіяни — 100 %